# Kanton Seyches
Kanton Seyches (francouzsky Canton de Seyches) je francouzský kanton v departementu Lot-et-Garonne v regionu Akvitánie. Tvoří ho 15 obcí.

## Obce kantonu
- Cambes
- Castelnau-sur-Gupie
- Caubon-Saint-Sauveur
- Escassefort
- Lachapelle
- Lagupie
- Lévignac-de-Guyenne
- Monteton
- Montignac-Toupinerie
- Puymiclan
- Saint-Avit
- Saint-Barthélemy-d'Agenais
- Saint-Géraud
- Saint-Pierre-sur-Dropt
- Seyches